# Lithophane nigricans
Lithophane nigricans là một loài bướm đêm trong họ Noctuidae.